# Sedum smallii
Sedum smallii är en fetbladsväxtart som först beskrevs av Britt., och fick sitt nu gällande namn av Wilhelm Elias von Ahles. Sedum smallii ingår i Fetknoppssläktet som ingår i familjen fetbladsväxter. Inga underarter finns listade i Catalogue of Life.